# Deportivo de La Coruña
Real Club Deportivo de La Coruña (phát âm tiếng Tây Ban Nha: [reˈal ˈkluβ ðeporˈtiβo ðe la koˈɾuɲa]; tiếng Anh: Royal Sporting Club of La Coruña) là câu lạc bộ bóng đá chuyên nghiệp ở thành phố A Coruña, Galicia, Tây Ban Nha. CLB được thành lập năm 1906, giành được 1 danh hiệu La Liga ở mùa giải 1999–2000 và 5 lần giành danh hiệu á quân La Liga. Câu lạc bộ vô địch Cúp Nhà vua Tây Ban Nha 2 lần vào các mùa giải 1994–1995 và 2001–2002 và 3 lần dành Siêu cúp bóng đá Tây Ban Nha.

## Lịch sử hình thành
Năm 1902, José María Abalo,một cầu thủ trẻ, người đã trở về quê nhà sau khi học tập tại Anh, giới thiệu bóng đá đến A Coruña. Môn thể thao này được phổ biến nhanh chóng và một số đội đã được hình thành trên cơ sở không chính thức.
Trong tháng 12 năm 1906, các thành viên của câu lạc bộ thể thao Sala Calvet hình thành mang tên Deportivo de La Coruña, đặt theo tên Luis Cornidelà tổng thống đầu tiên. Trong tháng 5 năm 1907, vua Alfonso XIII của Tây Ban Nha phong cho câu lạc bộ " Real" (hoàng gia). Deportivo bắt đầu chơi tại sân Corral de la Gaiteira, nhưng sớm chuyển đến Old Riazor, một sân mới gần bãi biển Riazor.

## Danh hiệu
- La Liga
  - Vô địch (1): 1999–00
- Copa del Rey
  - Vô địch (2): 1994–95, 2001–02
- Siêu cúp bóng đá Tây Ban Nha
  - Vô địch (3): 1995, 2000, 2002
- Segunda División
  - Vô địch (5): 1961–62, 1963–64, 1965–66, 1967–68, 2011–12